# Autostrada A226 (Niemcy)
Autostrada A226 (niem. Bundesautobahn 226 (BAB 226) także Autobahn 226 (A226)) – autostrada w Niemczech biegnąca z zachodu na wschód łącząc centrum Lubeki z autostradą A1 w Szlezwiku-Holsztynie.